# 杨国斯
丹斯里杨国斯（英語：Stephen Yong Kuet Tze，1921年—2001年7月4日），马来西亚政治人物、砂拉越人民联合党党员。他曾于1959年至1982年任人联党秘书长。1982年，时任首相马哈迪·莫哈末委任他为科学、工艺及创新部部长，一直到1990年大选因落败而退出政坛。1996年，受封“丹斯里”勋衔。
2001年7月4日，杨国斯在吉隆坡国家心脏中心去世，享年80岁。